# Boulevard Bargue
Le boulevard Bargue est un axe de communication de Montfermeil en Seine-Saint-Denis, en France.

## Situation et accès

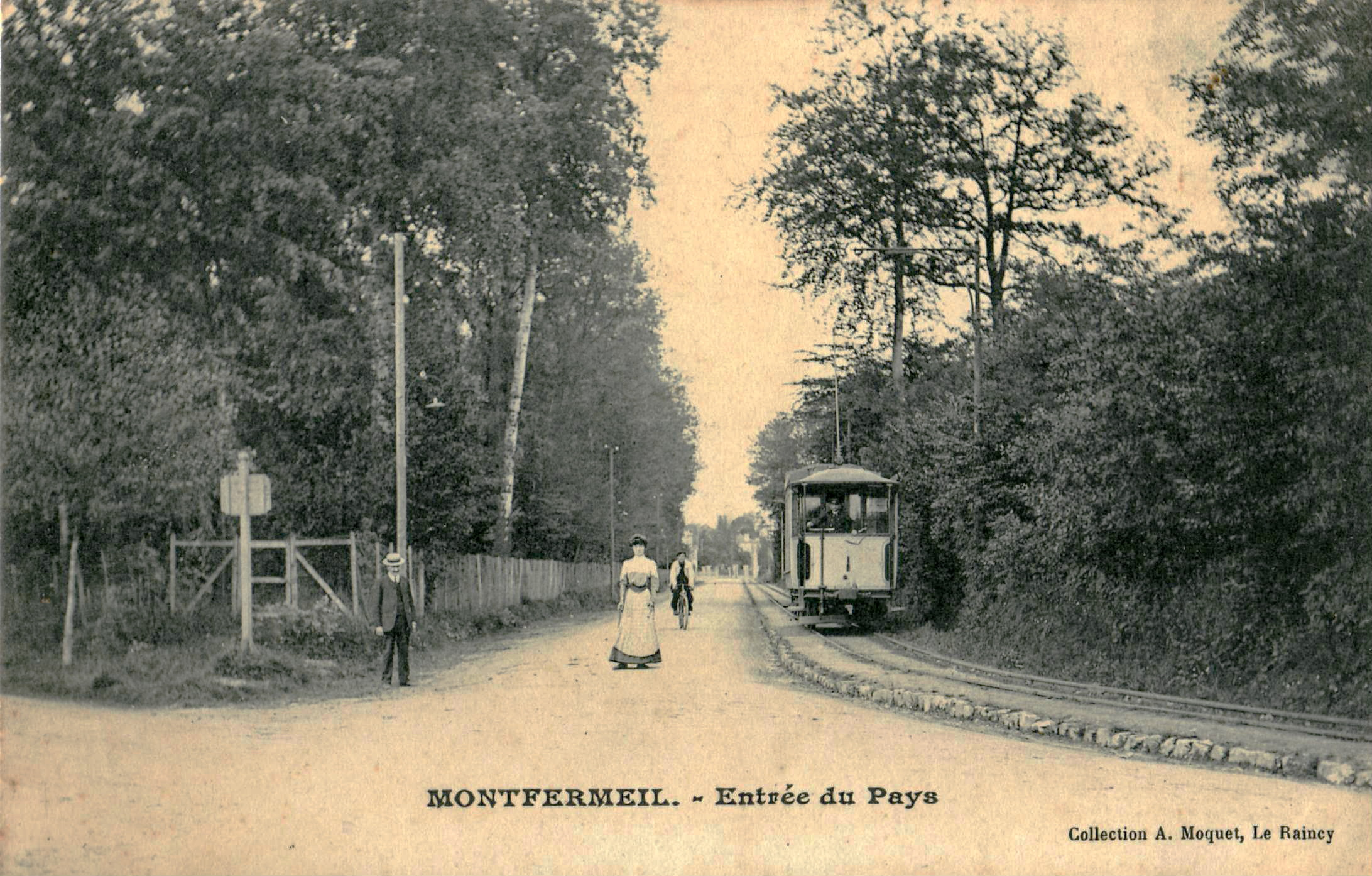
« Entrée du Pays » Collection Moquet, vers 1900-1910. C'est aujourd'hui le début de la rue Charles-de-Gaulle.

Ce boulevard commence son parcours au croisement de l'avenue de Clichy-sous-Bois, dans l'axe du boulevard Hardy. Se dirigeant vers le sud-ouest, il passe le carrefour de la rue Picasso et de l'avenue Victor-Hugo, puis la rue Paul-Langevin et la rue Paul-de-Kock. Il traverse ensuite la place Notre-Dame-des-Anges, où se rencontrent la rue éponyme et la rue Utrillo. Passant l'extremité ouest de la rue du Général-de-Gaulle, il se termine à la route départementale 117.

## Origine du nom

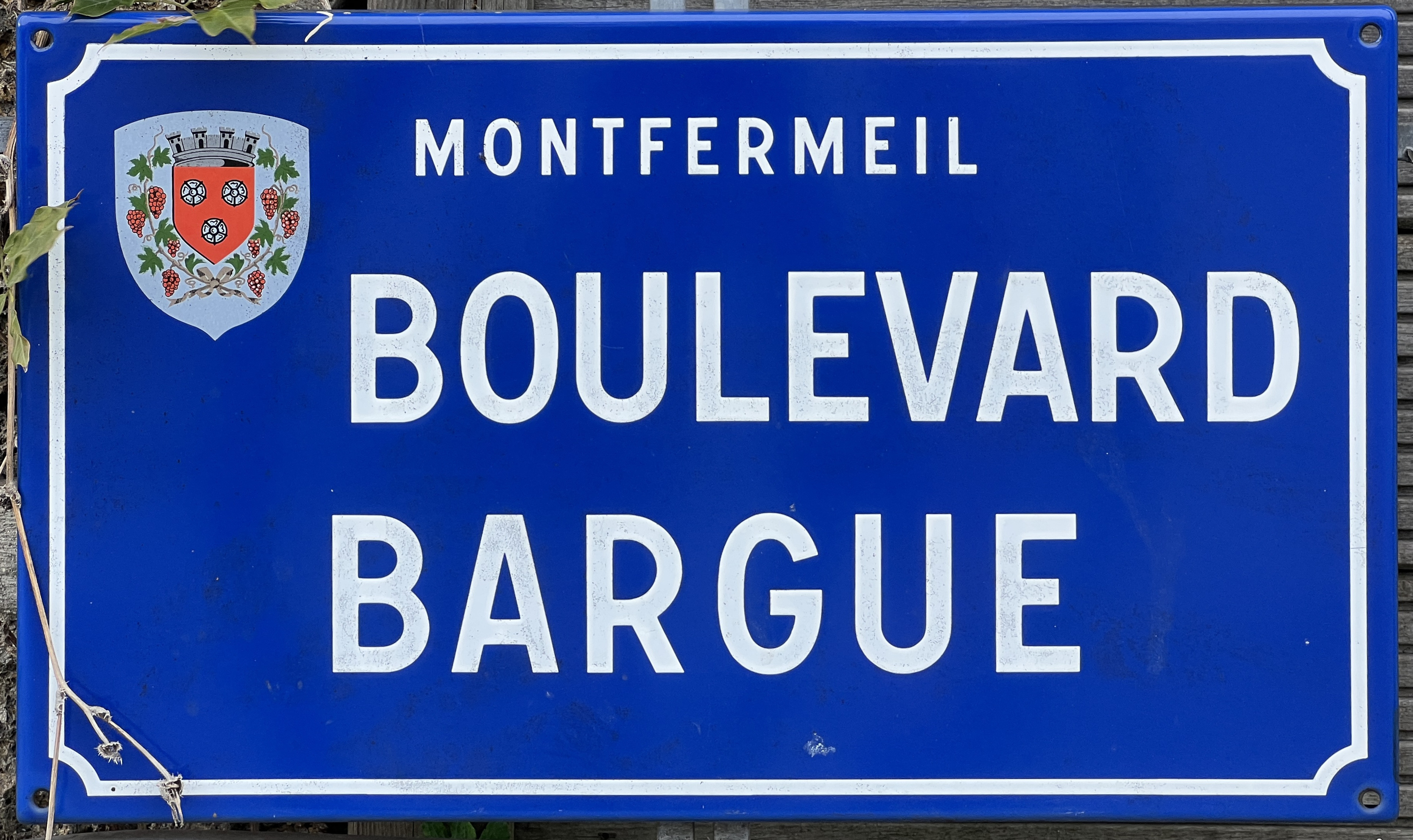
Plaque Boulevard Bargue.

Ce boulevard a été nommé en hommage à Louis-Alexandre Bargue, bienfaiteur de l'Assistance Publique, décédé le 27 avril 1861 à Montfermeil,.

## Historique

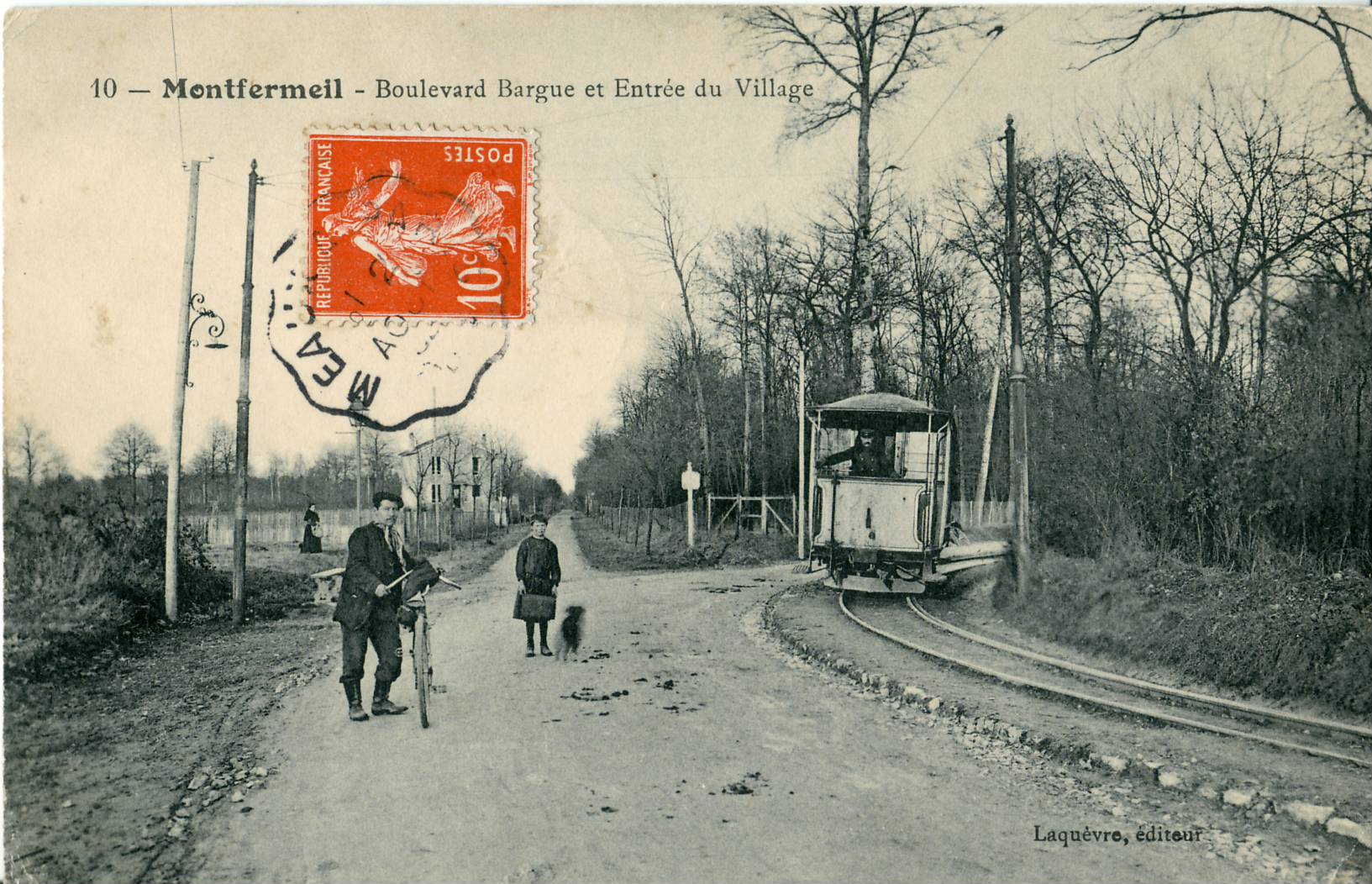
Boulevard Bargue et entrée du village. Vue vers le nord.

Lors du lotissement du domaine de Montfermeil, au début du XXe siècle, ce boulevard était appelé avenue de Coubron,.
Au début du XXe siècle, sa partie méridionale fut desservie par le tramway du Raincy à Montfermeil.

Il est aujourd'hui situé dans un quartier essentiellement résidentiel.

## Bâtiments remarquables et lieux de mémoire
- Bureaux de l'inspection départementale de l’Éducation nationale.
- Forum Léopold-Sédar-Senghor[6].
- Groupe scolaire Victor-Hugo, dont le nom rend hommage à l'auteur du roman "Les Misérables" qui se déroule à Montfermeil[7].